# Speerwurf

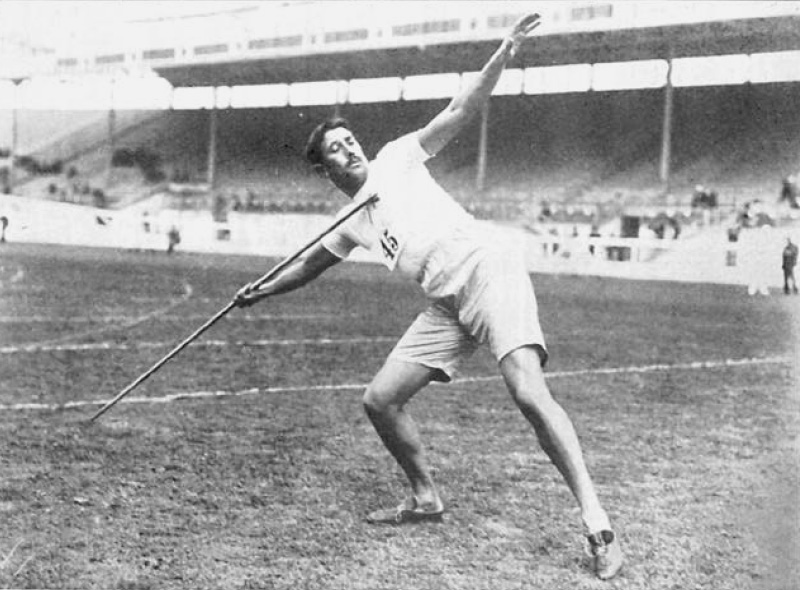
Eric Lemming, dreimaliger Olympiasieger, gilt als Erfinder der modernen Speerwurftechnik.

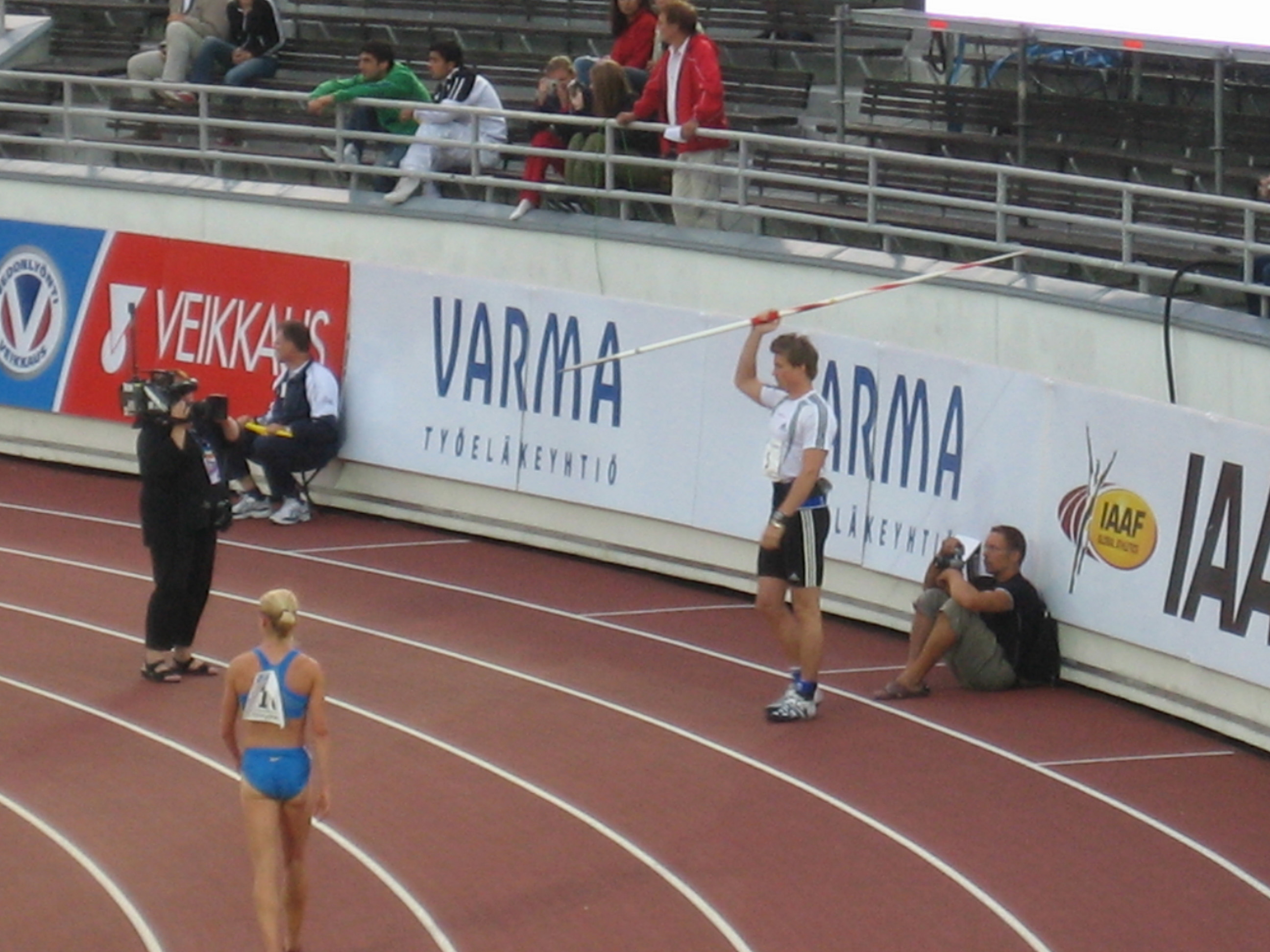
Warten auf freie Bahn vor dem Anlauf

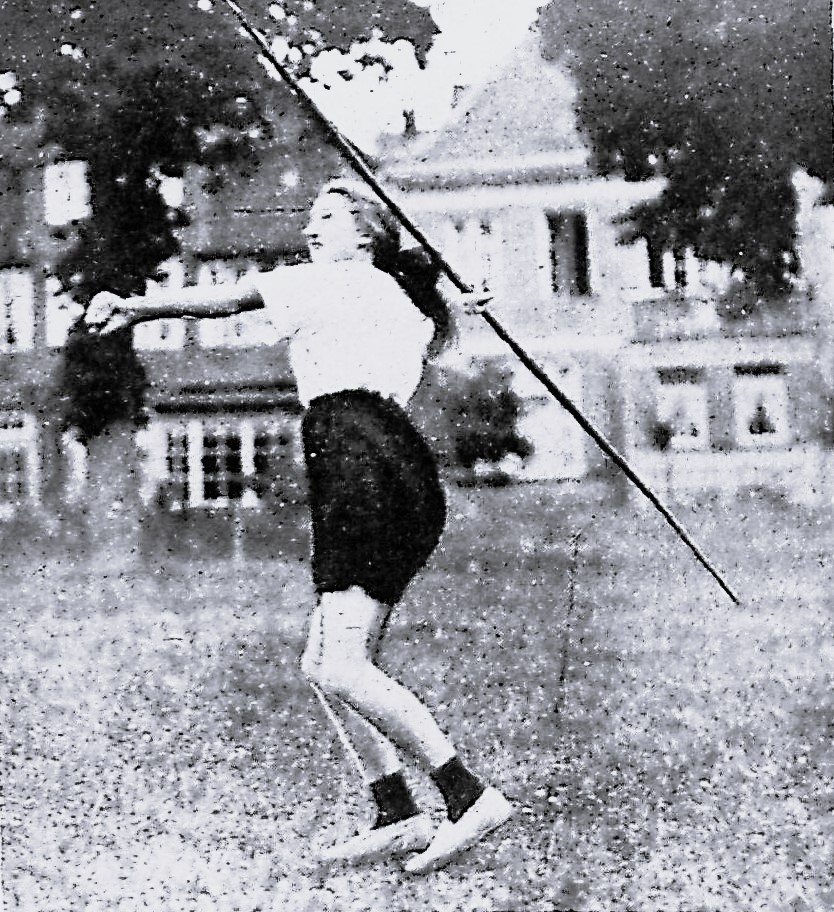
Auguste Hargus (1927)

Speerwurf ist eine Disziplin der Leichtathletik, bei der ein Speer nach einem Anlauf möglichst weit zu werfen ist. Dafür stehen im Wettkampf drei bis sechs Versuche zur Verfügung.
Die besten Speerwerfer erreichen bei den Männern über 90 Meter (Weltrekord: 98,48 m), bei den Frauen etwa 70 Meter (Weltrekord: 72,28 m). In den 1980er Jahren waren andere Speere üblich als in der Gegenwart, mit denen sich weitaus höhere Weiten erzielen ließen (Weltrekorde: 104,80 m bei den Männern, 80,00 m bei den Frauen). Aus Sicherheitsgründen wurden jedoch 1986 (bei den Männern) und 1999 (bei den Frauen) die Normen für die Beschaffenheit der Speere verändert (Verlagerung des Schwerpunktes), sodass diese weniger weit flogen.
Der Speerwurf war schon Bestandteil der Olympischen Spiele der Antike und kam in der Neuzeit erstmals 1906 in Athen als „Freistil-Speerwurf“ ins Programm der Olympischen Zwischenspiele. Der heute übliche Speerwurf ist seit 1908 in London Bestandteil der Olympischen Spiele für Männer und seit 1932 in Los Angeles für Frauen. Zusätzlich wurde bei den Olympischen Spielen 1912 in Stockholm beidhändiger Speerwurf ausgetragen.

## Geschichte

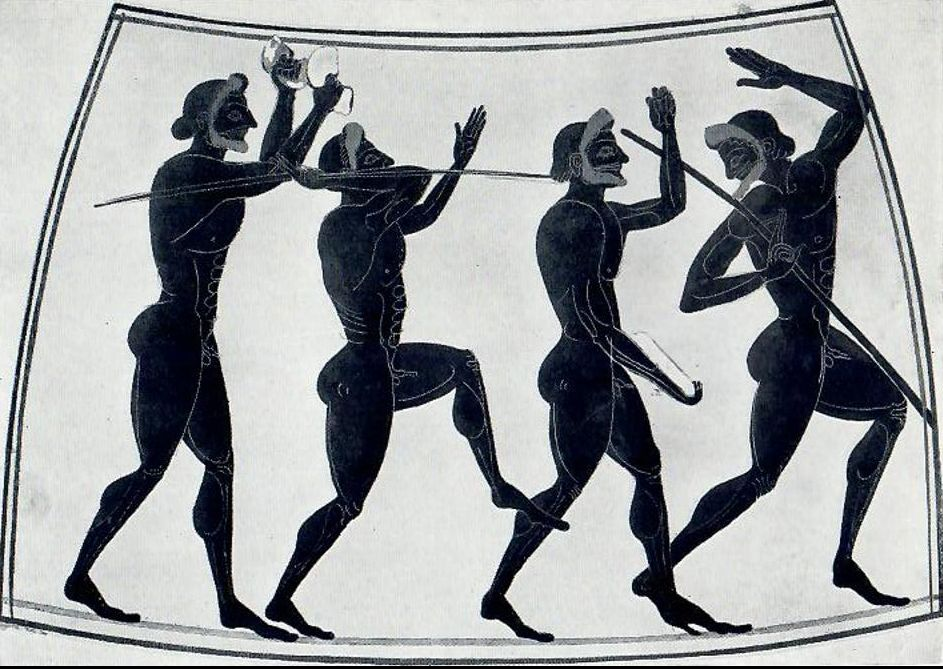
Eine Szene mit Speerwerfern und anderen Pentathleten. Ursprünglich auf einer panathenäischen Amphore aus dem antiken Griechenland gefunden, um 525 v. Chr. – Britisches Museum.

Der Speer ist die älteste Jagdwaffe der Menschheit. Wann zum ersten Mal eine bearbeitete Steinspitze an einem zur Jagd benutzten Stock befestigt wurde, verliert sich ebenso im Dunkel der Urgeschichte wie die erste Gelegenheit, bei der dieses Werkzeug auch zum sportlichen Kräftemessen verwendet wurde. Die ältesten vollständig erhaltenen Funde sind die Schöninger Speere aus dem Paläolithikum, deren Alter auf 270.000 bis 400.000 Jahre geschätzt wird.
Nach der griechischen Mythologie war bereits Herakles ein ausgezeichneter Speerwerfer. Der verzauberte, von Zwergen geschmiedete Speer des nordischen Gottes Odin heißt Gungnir. Bei den Olympischen Spielen der Antike 708 v. Chr. soll es erstmals als Disziplin des Fünfkampfs auf dem olympischen Programm gestanden haben. Der Speer wurde allerdings in den Teildisziplinen Weit- und Zielwurf mit Hilfe einer Schleuder, der sogenannten Ankyle, geworfen. Das war eine Schnur, die mehrmals um den Speer gewunden und am Ende zu einer Schlinge gebunden wurde, in die der Werfer zwei Finger einführte. Beim Wurf wickelte sie sich ab und gab dem Speer einen Drall und somit eine ruhigere Luftfahrt. Tatsächlich haben moderne Versuche ergeben, dass ungeübte Speerwerfer mit dieser Technik größere Weiten erzielen können als ohne Wurfschlinge.
Im 18. Jahrhundert erfreute es sich in Skandinavien wieder großer Beliebtheit. Besonders für die Finnen wurde der Speer und damit der Speerwurf zum nationalen Symbol der Unabhängigkeit.
In seiner bis heute nahezu unveränderten Form (dem Weitwurf) kehrte der Speerwurf 1906 in Athen (Männer) bzw. 1932 in Los Angeles (Frauen) ins olympische Programm zurück.
In Deutschland wurde der Speerwurf erst bekannt, nachdem es der Erfinder der modernen Speerwurftechnik, Eric Lemming im Mai 1906 beim Schwedenmeeting des SC Komet vorführte. Den ersten deutschen Rekord stellte im gleichen Jahr der Berliner Ernst Mallwitz mit 37,70 m auf (Weltbestleistung zu dieser Zeit: Eric Lemming aus Schweden, 53,90 m).
Dominierten bei den Herren lange Zeit skandinavische Werfer die Wettkämpfe, war das Bild bei den Damen weniger homogen. Seit den 1970er und 1980er Jahren schoben sich immer öfter Athleten aus dem Ostblock an die Weltspitze. Wie in allen olympischen Sportarten waren dabei Sportler aus der DDR überproportional vertreten. Bei einem hochklassig besetzten internationalen Sportfest 1984 in Berlin übertraf Uwe Hohn aus Potsdam mit 104,80 m erstmals die 100-Meter-Marke so deutlich, dass die IAAF das Reglement änderte und den Schwerpunkt des Speers verlagerte. Die damit verbundene Verkürzung der Weiten war aus Sicherheitsgründen notwendig geworden – die Stadien wurden zu klein. Hohns Speer blieb nicht weit entfernt von den parallel durchgeführten Sprungwettbewerben und der Laufbahn stecken. 1988 stellte Petra Felke aus Jena mit exakt 80,00 m ebenfalls einen ewigen Weltrekord auf. 1999 verordnete die IAAF auch den Damen einen veränderten Speer.

## Bedeutende Athleten und Weiterentwicklung

links:
Frauen-
Speer
rechts:
Männer-
Speer

### Männer
- Mauritz Mexmontan (FIN) warf mit 30,58 m den ersten registrierten Rekord der Neuzeit. Allerdings war der Speer leichter als 750 Gramm.
- Eric Lemming (SWE) stellte 1899 mit 49,32 m den ersten offiziellen Rekord auf und dominierte ca. 15 Jahre die Entwicklung. Seine 62,32 m von 1912 hatten bis 1919 Bestand.
- Franklin Held (USA) sorgte mit seinem Aluminium-Hohlspeer in den 1950er Jahren für Rekordweiten in Serie – und für technische Reglementierungen. 1953 warf er mit 80,41 m als Erster über die 80-Meter-Marke weit.
- Mit 91,72 m durchbrach der Norweger Terje Pedersen 1964 die 90-Meter-Marke.

Doch so greifbar die 100-Meter-Marke auch zu sein schien – erst ab den 1970er Jahren tasteten sich die weltbesten Werfer mit Standardweiten deutlich über 90 Meter langsam an sie heran. 1973 warf der Deutsche Klaus Wolfermann 94,08 m.
Sportler wie der Finne Seppo Räty, Steve Backley (GBR), Jan Železný (damals noch TCH) wetteiferten in den 80ern mit den Deutschen Klaus Tafelmeier (BRD), Uwe Hohn und Detlef Michel (DDR) um die besten Weiten. Letzterer wurde 1983 in Helsinki mit „nur“ 89,48 m Weltmeister.
- Uwe Hohn schockierte schließlich 1984 die Konkurrenz. Fassungslos starrten Zuschauer und Offizielle beim Olympischen Tag in Berlin auf die Anzeigetafel, die 04,80 m zeigte – sie war nur für zweistellige Weiten konzipiert. Die Funktionäre beschlossen danach eine Verlagerung des Speerschwerpunkts nach vorn. Die neue Regelung trat 1986 in Kraft.
- Klaus Tafelmeier (BRD) erzielte im September 1986 den ersten Weltrekord mit dem neuen Gerät: 85,74 m, konnte sich aber nur wenige Monate lang darüber freuen.
- Mit 87,66 m stellte Jan Železný im Mai 1987 einen neuen Rekord mit den neuen Speeren auf. Der Tscheche – mit je drei Olympiasiegen und WM-Titeln erfolgreichster Speerwerfer der Geschichte – schraubte die Rekordmarke bis 1996 kontinuierlich auf den noch heute gültigen Wert von 98,48 m. Ihm immer auf den Fersen blieben bis Ende der 1990er die Altmeister Räty und Backley.

### Frauen
- Der erste überlieferte Rekord bei den Frauen stammt von der Tschechin Božena Šrámková aus dem Jahr 1922. Sie beförderte das 600 g leichte Gerät auf eine Weite von 25,01 m.
- 1928 warf Guschi Hargus 38,39 m, im Vorjahr verbesserte sie bereits als 18-Jährige bei den internationalen Frauenwettkämpfen in Berlin die von der Polin Lonta aufgestellte Weltbestleistung im Speerwurf und wurde die jüngste Weltrekordlerin, und begründete eine lange Tradition erfolgreicher deutscher Werferinnen, Ihr folgten u. a. Ellen Braumüller, die 1930 als erste über die 40-Meter-Marke schaffte (40,27 m) und Annelie Steinheuer (47,24 m).
- Die nächsten beiden Jahrzehnte nach dem Zweiten Weltkrieg erlebten eine erdrückende Dominanz sowjetischer Athletinnen. Natalja Smirnizkaja übertraf 1949 Steinheuers Rekord von 1942 um mehr als 6 Meter und eroberte deutlich die 50-Meter-Marke: 53,41 m.
- In den Folgejahren trieben fast ausschließlich sowjetische Werferinnen den Rekord Richtung 60 Meter. Mit 62,40 m war es schließlich Jelena Gortschakowa, die 1964 diese Marke durchbrach.
- Ruth Fuchs aus der DDR führte in den 1970er die deutsche Tradition fort und bestimmte rund ein Jahrzehnt lang die Weltspitze mit. Zweimal hintereinander verbesserte sie den Weltrekord. Dazwischen lagen acht Jahre. Trotzdem war es ihr nicht vergönnt, die nächste Schallmauer zu durchbrechen. Mit 69,96 m im Jahr 1980 verfehlte sie diese um ganze 4 Zentimeter. Noch im gleichen Jahr warf Tatjana Birjulina den Speer auf 70,08 m und verbuchte wieder einmal einen historischen Rekord für die Sowjetunion.
- Doch schon stand Fuchs’ würdige Nachfolgerin für die DDR am Start. Der Kampf zwischen Petra Felke und der Finnin Tiina Lillak um die Weltspitze bestimmte die 1980er Jahre. Die Britin Fatima Whitbread, Weltmeisterin von 1987, griff ebenfalls ein. Felke nahm mit 75,40 m 1985 mit einem gewaltigen 5-Meter-Schritt auf Birjulinas Marke zunächst die Zwischenhürde, nahm 1987 mit 78,90 m Maß und setzte mit passgenauen 80,00 m 1988 einen Wert, der bisher nie wieder erreicht wurde. Mit dem Olympiasieg von 1988 in Seoul krönte sie ihre Karriere (Weite: 74,68 m).
- Seit den 1990er Jahren führte an der Norwegerin Trine Hattestad kein Weg vorbei. Die Weltmeisterin von 1993 und 1997 musste 1996 in Atlanta trotzdem der Finnin Heli Rantanen den Olympiasieg überlassen und sich mit Bronze begnügen. Die Deutschen Silke Renk und Karen Forkel traten zunächst die Nachfolge von Petra Felke an und gewannen neben anderen internationalen Medaillen bei den Olympischen Spielen 1992 in Barcelona Gold bzw. Bronze, konnten aber auf Dauer ebenso wenig mit der überragenden Norwegerin mithalten wie später Steffi Nerius und Tanja Damaske.
- 1999 verordnete der Internationale Leichtathletikverband auch den Frauen einen veränderten Speer und rückte damit Felkes Rekord in nahezu unerreichbare Ferne. Die Doppelweltmeisterin Osleidys Menéndez (Kuba) bestimmte seit ihrem Weltrekord von 71,54 m im Jahr 2001 bis 2005 die Szene, als sie diesen bei den Weltmeisterschaften auf 71,70 m verbessern konnte. Nach ihren Europarekorden 2005 und 2007 schien die Deutsche Christina Obergföll die nächste dominante Werferin werden zu können, wurde allerdings schon bei den Weltmeisterschaften 2007 von der Tschechin Barbora Špotáková geschlagen, die 2008 nicht nur den Olympiasieg in Peking schaffte, sondern sich zunächst den Europarekord mit 71,42 m und schließlich auch den Weltrekord mit 72,28 m holte.

### Weitere Weltrekordentwicklung
Nach dem Rekordwurf von Uwe Hohn wurde der Speer verändert, um die schnell wachsenden Weiten zu reduzieren, die aufgrund neuer Materialien und verbesserter Flugeigenschaften eintraten. Die Änderungen waren umstritten, da sie die Vergleichbarkeit der Rekordentwicklung unmöglich machen und zumindest bei den Männern nach wenigen Jahren bereits wieder Weiten in den gleichen Größenordnungen erreicht wurden.
Im Jahr 1992 warf der Brite Steve Backley mit dem „neuen“ Speer wieder über 91 Meter. Der tschechische Ausnahmeathlet Jan Železný, der schon zu Hohns Zeiten zur Weltspitze zählte, verbesserte den Weltrekord seit 1993 in Serie bis zum noch immer aktuellen Rekord von 98,48 m im Jahr 1996. Bei den Frauen haben fünf Athletinnen mit dem neuen Gerät weiter als 70 Meter geworfen, die erste war die Kubanerin Osleidys Menéndez 2001 mit 71,54 m, danach Christina Obergföll, die aktuelle Weltrekordlerin Barbora Špotáková mit 72,28 m, die Russin Marija Abakumowa und die Polin Maria Andrejczyk.

## Technik und Regelwerk

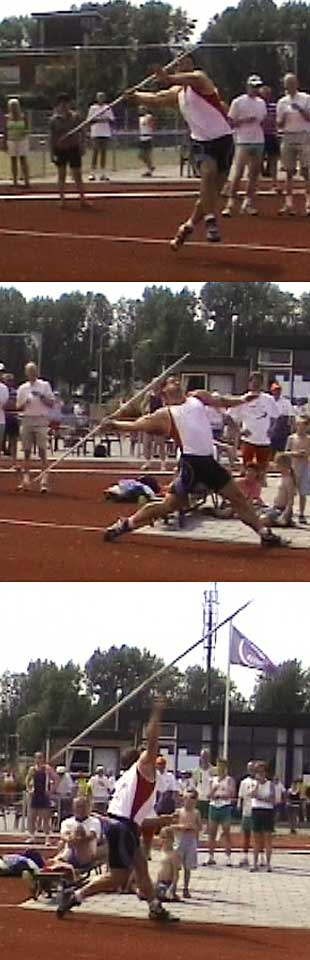
Technik beim Abwurf

Der Speerwurf ist eine der technisch anspruchsvollsten Disziplinen. Im Gegensatz zu anderen Wurfdisziplinen ist ein kurzer Anlauf gestattet, aus dem heraus die Phasen des Schwungholens und Abwurfs miteinander synchronisiert werden.
Der Speer ist ein schlanker, sich nach beiden Enden verjüngender Stab aus Holz, Metall, Carbon oder Kombinationen daraus. Bei den Herren ist der Speer 260 bis 270 Zentimeter lang und wiegt 800 Gramm, bei den Damen ist er 220 bis 230 Zentimeter lang und wiegt 600 Gramm. Alle Speere haben eine 25 bis 30 Zentimeter lange Metallspitze. In der Mitte, an der Griffstelle, befindet sich eine textile Umwicklung, einschließlich derer der Durchmesser nicht mehr als 3 Zentimeter bei den Herren und 2,5 Zentimeter bei den Damen beträgt. Die im Jugend- und Seniorenbereich verwendeten Speere sind leichter und dementsprechend auch kürzer.
Der Wurfbereich ist ein Kreissektor mit 29° Öffnungswinkel und einer Länge von 95 Meter. Er wird an der Abwurfstelle durch eine 4 Meter lange bogenförmigen Abwurflinie begrenzt, die vom Werfer nicht berührt oder überschritten werden darf. Der Anlauf darf für einen gültigen Wurf erst verlassen werden, wenn der Speer den Boden im Sektor berührt hat.
Der Speer muss laut Reglement in der Mitte gefasst werden und die Spitze muss beim Abwurf in Wurfrichtung zeigen. Dass dies nicht selbstverständlich ist, zeigte in den 1950er Jahren der Spanier Félix Erausquin mit einer Drehtechnik, die Weiten bis zu 100 Meter ermöglichte. Das Wurfgerät muss mit der Spitze zuerst und innerhalb des Sektors auftreffen, braucht aber nicht stecken zu bleiben. Gemessen wird von der Stelle des ersten Abdrucks bis zur Innenkante der Abwurflinie.
Alle Werfer absolvieren im Wettkampf zunächst drei Würfe. Die acht Besten haben drei weitere Versuche und ermitteln die vorderen Plätze unter sich.

### Griffarten
Es gibt mehrere Griffarten. Als Gemeinsamkeit haben diese leicht verschiedenen Griffarten, dass zwei Finger den Griff am hinteren Ende umschließen und für den Kontakt während des Wurfes sorgen. Die am häufigsten angewandte Griffart ist der Daumen-Zeigefinger-Griff. Hier liegen der Daumen und der Zeigefinger hinter der textilen Wicklung des Speers. Alle anderen Finger liegen auf der Bindung. Zum Zeitpunkt des Wurfes kann es durch die Verwendung dieser Griffart leichter zu einem seitlichen Ausweichen des Speers kommen. Weitere Griffarten sind der Daumen-Mittelfinger-Griff und der Zangengriff. Im Gegensatz zum Daumen-Zeigefinger-Griff wird hier die Wicklung des Speeres mit dem Daumen und Mittelfinger hintergriffen. Der Zeigefinger stabilisiert den Speer, indem dieser leicht gestreckt unterhalb der Wicklung anliegt. Beim Zangengriff bilden der Zeige- und Mittelfinger die Kontaktstelle zum Griff. Hier dient der Daumen zur Stabilisierung seitlich auf dem Griff.
Um den Kontakt zwischen Fingern und Wicklung zu verbessern, ist die Nutzung von Harz oder Magnesia erlaubt.
Am Anfang des 20. Jahrhunderts gab es neben dem gewöhnlichen ein Freistil-Speerwerfen, bei dem das Greifen des Speeres in der Mitte nicht obligatorisch war und ein Greifen am Ende des Speers zu teilweise größeren Weiten führte. Freistil-Speerwurf war 1908 bei den Olympischen Spielen eine eigene Disziplin, 1906 bei den Olympischen Zwischenspielen gar die einzige Disziplin.
Am Ende des 19. und Beginn des 20. Jahrhunderts wurde bei Wettbewerben ein beidhändiges Werfen verlangt, wobei der Speer jeweils sowohl mit dem stärkeren als auch mit dem schwächeren Arm geworfen wurde und die besten Ergebnisse der Würfe beider Arme zusammengerechnet wurden. 1912 war beidhändiger Speerwurf eine eigene Disziplin bei den Olympischen Spielen.

### Anlauf und Speerrücknahme
Der Anlauf ist ein Steigerungslauf. Um die Wurfauslage vorzubereiten, wird die Speerposition während des Anlaufs verändert; zunächst wird der Speer locker oberhalb des Kopfes getragen. Dann wird der Speer vor den letzten fünf Schritten nach oben-hinten geführt, um eine möglichst große Verwringung des Körpers zu erzielen.
Diesen Vorgang (i. d. R. über zwei bis vier Schritte) bezeichnet man als Speerrücknahme. Hier gibt es zwei übliche Verfahren: die finnische (bogenförmig von oben-vorne über unten nach oben-hinten) und die schwedische Rücknahme (geradlinige Zurückführung neben dem Kopf).
Die letzten drei Schritte (Impulsschritt und Stemmschritt – links–rechts–links beim Rechtswerfer) sind dabei sehr bedeutend und bilden die Grundlage für gute Bogenspannung und kraftvollen Abwurf.

## Physik des Speerwurfs
Die Flugbahn und damit die Wurfweite eines Speeres beim Speerwurf nach dem Loslassen beschreibt die klassische Physik. Dabei spielen hauptsächlich drei Effekte eine Rolle:
Schwerkraft
Unter Vernachlässigung des Luftwiderstandes beschreibt der Speer eine Parabel als Flugbahn mit maximaler Weite bei einem Abschusswinkel von genau 45°. Da sich der Abwurfpunkt etwas höher befindet (Schwerpunkt ca. 220 cm, Hand beim Loslassen) als der Auftreffpunkt (Schwerpunkt ca. 100 cm), stellt sich bei gegebener Abwurfgeschwindigkeit die maximal mögliche Wurfweite bei einem Wurfwinkel von knapp unter 45° ein. Den gleichen Effekt erzeugt der Luftwiderstand. Er verschiebt den optimalen Abwurfwinkel auf unter 45°.
Luftwiderstand
Der Luftwiderstand bremst den Speer und reduziert die Flugweite. Der Effekt ist bei Höhenwettkämpfen und bei sommerlichen Temperaturen geringer ausgeprägt, da er von der Dichte der Luft abhängig ist.
Dynamischer Auftrieb

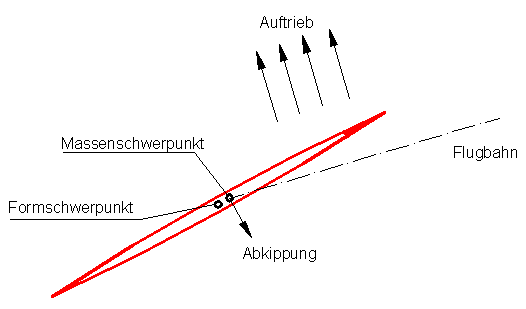
Auftrieb beim Speerwurf

Aufgrund seiner Form wirkt auf den Speer eine durch die Luftströmung verursachte Auftriebs- oder Abtriebskraft (ähnlich der eines Flugzeugflügels). Diese Auftriebskraft setzt am Formschwerpunkt an, der früher mit dem geometrischen Mittelpunkt (also dem Halbierungspunkt des Speers) übereinstimmte. Die Größe der Kraft ist abhängig vom Anstellwinkel (Winkel zwischen Speerachse und Flugrichtung) des Speers, ein steil nach oben zeigender Speer erfährt einen großen Auftrieb, ein in Flugrichtung zeigender keinen Auftrieb und ein nach unten zeigender Speer eine Abtriebskraft.
Bei der Änderung der Regularien in den Jahren 1986/1999 wurde bei den neuen Speeren der Massenschwerpunkt etwa 2 Zentimeter vor den Mittelpunkt des Speeres gelegt. Dadurch drückt der Abtrieb die Speerspitze nach unten und reduziert dadurch den Auftrieb im weiteren Fluge des Speers.
Die Physik und Physiologie des Menschen vor dem Abwurf zum Erreichen einer hohen Abfluggeschwindigkeit ist ein komplexes Thema und wird hier nicht behandelt.

## Statistik

### Medaillengewinner der Olympischen Spiele

#### Männer
| Jahr | Goldmedaille        | Silbermedaille     | Bronzemedaille   |
| ---- | ------------------- | ------------------ | ---------------- |
| 1908 | Eric Lemming        | Arne Halse         | Otto Nilsson     |
| 1912 | Eric Lemming        | Juho Saaristo      | Mór Kóczán       |
| 1920 | Jonni Myyrä         | Urho Peltonen      | Pekka Johansson  |
| 1924 | Jonni Myyrä         | Gunnar Lindström   | Eugene Oberst    |
| 1928 | Erik Lundqvist      | Béla Szepes        | Olav Sunde       |
| 1932 | Matti Järvinen      | Matti Sippala      | Eino Penttilä    |
| 1936 | Gerhard Stöck       | Yrjö Nikkanen      | Kalervo Toivonen |
| 1948 | Tapio Rautavaara    | Steve Seymour      | József Várszegi  |
| 1952 | Cy Young            | Bill Miller        | Toivo Hyytiäinen |
| 1956 | Egil Danielsen      | Janusz Sidło       | Wiktor Zybulenko |
| 1960 | Wiktor Zybulenko    | Walter Krüger      | Gergely Kulcsár  |
| 1964 | Pauli Nevala        | Gergely Kulcsár    | Jānis Lūsis      |
| 1968 | Jānis Lūsis         | Jorma Kinnunen     | Gergely Kulcsár  |
| 1972 | Klaus Wolfermann    | Jānis Lūsis        | Bill Schmidt     |
| 1976 | Miklós Németh       | Hannu Siitonen     | Gheorghe Megelea |
| 1980 | Dainis Kūla         | Alexander Makarow  | Wolfgang Hanisch |
| 1984 | Arto Härkönen       | David Ottley       | Kenth Eldebrink  |
| 1988 | Tapio Korjus        | Jan Železný        | Seppo Räty       |
| 1992 | Jan Železný         | Seppo Räty         | Steve Backley    |
| 1996 | Jan Železný         | Steve Backley      | Seppo Räty       |
| 2000 | Jan Železný         | Steve Backley      | Sergei Makarow   |
| 2004 | Andreas Thorkildsen | Vadims Vasiļevskis | Sergei Makarow   |
| 2008 | Andreas Thorkildsen | Ainārs Kovals      | Tero Pitkämäki   |
| 2012 | Keshorn Walcott     | Antti Ruuskanen    | Vítězslav Veselý |
| 2016 | Thomas Röhler       | Julius Yego        | Keshorn Walcott  |
| 2020 | Neeraj Chopra       | Jakub Vadlejch     | Vítězslav Veselý |
| 2024 | Arshad Nadeem       | Neeraj Chopra      | Anderson Peters  |

#### Freistil-Speerwurf, Männer (1906, 1908)
| Jahr | Goldmedaille | Silbermedaille   | Bronzemedaille   |
| ---- | ------------ | ---------------- | ---------------- |
| 1906 | Eric Lemming | Knut Lindberg    | Bruno Söderström |
| 1908 | Eric Lemming | Michalis Dorizas | Arne Halse       |

#### Beidhändiger Speerwurf, Männer (1912)
| Jahr | Goldmedaille  | Silbermedaille   | Bronzemedaille |
| ---- | ------------- | ---------------- | -------------- |
| 1912 | Juho Saaristo | Väinö Siikaniemi | Urho Peltonen  |

#### Frauen
| Jahr | Goldmedaille        | Silbermedaille      | Bronzemedaille      |
| ---- | ------------------- | ------------------- | ------------------- |
| 1932 | Mildred Didrikson   | Ellen Braumüller    | Tilly Fleischer     |
| 1936 | Tilly Fleischer     | Luise Krüger        | Maria Kwaśniewska   |
| 1948 | Herma Bauma         | Kaisa Parviainen    | Lily Carlstedt      |
| 1952 | Dana Zátopková      | Alexandra Tschudina | Jelena Gortschakowa |
| 1956 | Inese Jaunzeme      | Marlene Ahrens      | Nadeshda Konjajewa  |
| 1960 | Elvīra Ozoliņa      | Dana Zátopková      | Birutė Kalėdienė    |
| 1964 | Mihaela Penes       | Márta Rudas         | Jelena Gortschakowa |
| 1968 | Angéla Németh       | Mihaela Penes       | Eva Janko           |
| 1972 | Ruth Fuchs          | Jacqueline Todten   | Kate Schmidt        |
| 1976 | Ruth Fuchs          | Marion Becker       | Kate Schmidt        |
| 1980 | María Caridad Colón | Saida Gunba         | Ute Hommola         |
| 1984 | Tessa Sanderson     | Tiina Lillak        | Fatima Whitbread    |
| 1988 | Petra Felke         | Fatima Whitbread    | Beate Koch          |
| 1992 | Silke Renk          | Natalja Schikolenko | Karen Forkel        |
| 1996 | Heli Rantanen       | Louise McPaul       | Trine Hattestad     |
| 2000 | Trine Hattestad     | Mirela Maniani      | Osleidys Menéndez   |
| 2004 | Osleidys Menéndez   | Steffi Nerius       | Mirela Maniani      |
| 2008 | Barbora Špotáková   | Christina Obergföll | Goldie Sayers       |
| 2012 | Barbora Špotáková   | Christina Obergföll | Linda Stahl         |
| 2016 | Sara Kolak          | Sunette Viljoen     | Barbora Špotáková   |
| 2020 | Liu Shiying         | Maria Andrejczyk    | Kelsey-Lee Barber   |
| 2024 | Haruka Kitaguchi    | Jo-Ane van Dyk      | Nikola Ogrodníková  |

### Medaillengewinner der Weltmeisterschaften

#### Männer
| Jahr | Goldmedaille        | Silbermedaille          | Bronzemedaille          |
| ---- | ------------------- | ----------------------- | ----------------------- |
| 1983 | Detlef Michel       | Tom Petranoff           | Dainis Kūla             |
| 1987 | Seppo Räty          | Wiktor Jewsjukow        | Jan Železný             |
| 1991 | Kimmo Kinnunen      | Seppo Räty              | Wladimir Sassimowitsch  |
| 1993 | Jan Železný         | Kimmo Kinnunen          | Mick Hill               |
| 1995 | Jan Železný         | Steve Backley           | Boris Henry             |
| 1997 | Marius Corbett      | Steve Backley           | Konstandinos Gatsioudis |
| 1999 | Aki Parviainen      | Konstandinos Gatsioudis | Jan Železný             |
| 2001 | Jan Železný         | Aki Parviainen          | Konstandinos Gatsioudis |
| 2003 | Sergei Makarow      | Andrus Värnik           | Boris Henry             |
| 2005 | Andrus Värnik       | Andreas Thorkildsen     | Sergei Makarow          |
| 2007 | Tero Pitkämäki      | Andreas Thorkildsen     | Breaux Greer            |
| 2009 | Andreas Thorkildsen | Guillermo Martínez      | Yukifumi Murakami       |
| 2011 | Matthias de Zordo   | Andreas Thorkildsen     | Guillermo Martínez      |
| 2013 | Vítězslav Veselý    | Tero Pitkämäki          | Dmitri Tarabin          |
| 2015 | Julius Yego         | Ihab Abdelrahman        | Tero Pitkämäki          |
| 2017 | Johannes Vetter     | Jakub Vadlejch          | Petr Frydrych           |
| 2019 | Anderson Peters     | Magnus Kirt             | Johannes Vetter         |
| 2022 | Anderson Peters     | Neeraj Chopra           | Jakub Vadlejch          |
| 2023 | Neeraj Chopra       | Arshad Nadeem           | Jakub Vadlejch          |

#### Frauen
| Jahr | Goldmedaille        | Silbermedaille         | Bronzemedaille      |
| ---- | ------------------- | ---------------------- | ------------------- |
| 1983 | Tiina Lillak        | Fatima Whitbread       | Anna Verouli        |
| 1987 | Fatima Whitbread    | Petra Felke            | Beate Peters        |
| 1991 | Xu Demei            | Petra Felke            | Silke Renk          |
| 1993 | Trine Hattestad     | Karen Forkel           | Natalja Schikolenko |
| 1995 | Natalja Schikolenko | Felicia Țilea-Moldovan | Mikaela Ingberg     |
| 1997 | Trine Hattestad     | Joanna Stone           | Tanja Damaske       |
| 1999 | Mirela Maniani      | Tatjana Schikolenko    | Trine Hattestad     |
| 2001 | Osleidys Menéndez   | Mirela Maniani         | Sonia Bisset        |
| 2003 | Mirela Maniani      | Tatjana Schikolenko    | Steffi Nerius       |
| 2005 | Osleidys Menéndez   | Christina Obergföll    | Steffi Nerius       |
| 2007 | Barbora Špotáková   | Christina Obergföll    | Steffi Nerius       |
| 2009 | Steffi Nerius       | Barbora Špotáková      | Monica Stoian       |
| 2011 | Barbora Špotáková   | Sunette Viljoen        | Christina Obergföll |
| 2013 | Christina Obergföll | Kimberley Mickle       | Marija Abakumowa    |
| 2015 | Katharina Molitor   | Lü Huihui              | Sunette Viljoen     |
| 2017 | Barbora Špotáková   | Li Lingwei             | Lü Huihui           |
| 2019 | Kelsey-Lee Barber   | Liu Shiying            | Lü Huihui           |
| 2022 | Kelsey-Lee Barber   | Kara Winger            | Haruka Kitaguchi    |
| 2023 | Haruka Kitaguchi    | Flor Ruíz              | Mackenzie Little    |

### Weltrekordentwicklung

#### Männer
| Weite (m)                                      | Name             | Datum              | Ort         |
| ---------------------------------------------- | ---------------- | ------------------ | ----------- |
| Alter Speer (vor 1986 vorgeschriebene Bauart)  |                  |                    |             |
| 62,32                                          | Eric Lemming     | 29. September 1912 | Stockholm   |
| 66,10                                          | Jonni Myyrä      | 24. August 1919    | Stockholm   |
| 66,62                                          | Gunnar Lindström | 12. Dezember 1924  | Eksjö       |
| 69,88                                          | Eino Penttilä    | 1. Oktober 1927    | Viipuri     |
| 71,01                                          | Erik Lundqvist   | 15. August 1928    | Stockholm   |
| 71,57                                          | Matti Järvinen   | 8. August 1930     | Viipuri     |
| 71,70                                          | Matti Järvinen   | 17. August 1930    | Tampere     |
| 71,88                                          | Matti Järvinen   | 31. August 1930    | Vaasa       |
| 72,93                                          | Matti Järvinen   | 14. September 1930 | Viipuri     |
| 74,02                                          | Matti Järvinen   | 27. Juni 1932      | Turku       |
| 74,28                                          | Matti Järvinen   | 25. Mai 1933       | Mikkeli     |
| 74,61                                          | Matti Järvinen   | 7. Juni 1933       | Vaasa       |
| 76,10                                          | Matti Järvinen   | 15. Juli 1933      | Helsinki    |
| 76,66                                          | Matti Järvinen   | 7. September 1933  | Turin       |
| 77,23                                          | Matti Järvinen   | 18. Juni 1934      | Helsinki    |
| 77,87                                          | Yrjö Nikkanen    | 25. August 1938    | Karhula     |
| 78,70                                          | Yrjö Nikkanen    | 16. Oktober 1938   | Kotka       |
| 80,41                                          | Bud Held         | 8. August 1953     | Pasadena    |
| 81,75                                          | Bud Held         | 21. Mai 1955       | Modesto     |
| 83,56                                          | Soini Nikkinen   | 24. Juni 1956      | Kuhmoinen   |
| 83,66                                          | Janusz Sidło     | 30. Juni 1956      | Mailand     |
| 85,71                                          | Egil Danielsen   | 26. November 1956  | Melbourne   |
| 86,04                                          | Al Cantello      | 5. Juni 1959       | Compton     |
| 86,74                                          | Carlo Lievore    | 1. Juni 1961       | Mailand     |
| 87,12                                          | Terje Pedersen   | 1. Juli 1964       | Oslo        |
| 91,72                                          | Terje Pedersen   | 2. September 1964  | Oslo        |
| 91,98                                          | Jānis Lūsis      | 23. Juli 1968      | Saarijärvi  |
| 92,70                                          | Jorma Kinnunen   | 18. Juni 1969      | Tampere     |
| 93,80                                          | Jānis Lūsis      | 6. Juli 1972       | Stockholm   |
| 94,08                                          | Klaus Wolfermann | 5. Mai 1973        | Leverkusen  |
| 94,58                                          | Miklós Németh    | 26. Juli 1976      | Montreal    |
| 96,72                                          | Ferenc Paragi    | 23. April 1980     | Tata        |
| 99,72                                          | Tom Petranoff    | 15. Mai 1983       | Los Angeles |
| 104,80                                         | Uwe Hohn         | 20. Juli 1984      | Berlin      |
| Neuer Speer (seit 1986 vorgeschriebene Bauart) |                  |                    |             |
| 85,74                                          | Klaus Tafelmeier | 20. September 1986 | Como        |
| 87,66                                          | Jan Železný      | 31. Mai 1987       | Nitra       |
| 89,10                                          | Patrik Bodén     | 24. März 1990      | Austin      |
| 89,58                                          | Steve Backley    | 2. Juli 1990       | Stockholm   |
| 91,46                                          | Steve Backley    | 25. Januar 1992    | Auckland    |
| 95,54                                          | Jan Železný      | 6. April 1993      | Pietersburg |
| 95,66                                          | Jan Železný      | 29. August 1993    | Sheffield   |
| 98,48                                          | Jan Železný      | 25. Mai 1996       | Jena        |

#### Frauen
* : Von der Frauensportorganisation FSFI anerkannter Weltrekord, vor der Registrierung von Frauenweltrekorden durch die Internationale Leichtathletik-Föderation IAAF
| Weite (m)                                      | Name                            | Datum              | Ort               |
| ---------------------------------------------- | ------------------------------- | ------------------ | ----------------- |
| Alter Speer (vor 1999 vorgeschriebene Bauart)  |                                 |                    |                   |
| 25,01 *                                        | Božena Šrámková                 | 6. August 1922     | Prag              |
| 25,325 *                                       | Božena Šrámková                 | 13. August 1922    | Prag              |
| 27,24 *                                        | Marie Janderová                 | 25. Mai 1924       | Ostrava           |
| 37,575 *                                       | Guschi Hargus                   | 12. Juni 1927      | Berlin            |
| 38,39 *                                        | Guschi Hargus                   | 18. August 1928    | Berlin            |
| 40,27 *                                        | Ellen Braumüller                | 12. Juli 1930      | Berlin            |
| 42,28 *                                        | Elisabeth Schumann              | 2. August 1931     | Magdeburg         |
| 44,64 *                                        | Elisabeth Schumann              | 12. Juni 1932      | Berlin            |
| 46,745                                         | Nan Gindele                     | 18. Juni 1932      | Chicago           |
| 47,24                                          | Anneliese Steinheuer            | 21. Juni 1942      | Frankfurt am Main |
| 48,21                                          | Herma Bauma                     | 29. Juni 1947      | Wien              |
| 48,63                                          | Herma Bauma                     | 12. September 1948 | Wien              |
| 49,59                                          | Natalja Wassiljewna Smirnizkaja | 25. Juli 1949      | Moskau            |
| 53,41                                          | Natalja Wassiljewna Smirnizkaja | 5. August 1949     | Moskau            |
| 53,56                                          | Nadeschda Konjajewa             | 5. Februar 1954    | Leningrad         |
| 55,11                                          | Nadeschda Konjajewa             | 22. Mai 1954       | Kiew              |
| 55,48                                          | Nadeschda Konjajewa             | 6. August 1954     | Kiew              |
| 55,73                                          | Dana Zátopková                  | 1. Juni 1958       | Prag              |
| 57,40                                          | Anna Pazera                     | 24. Juli 1958      | Cardiff           |
| 57,49                                          | Birutė Zalogaitytė              | 30. Oktober 1958   | Tiflis            |
| 57,92                                          | Elvīra Ozoliņa                  | 3. Mai 1960        | Leselidse         |
| 59,55                                          | Elvīra Ozoliņa                  | 4. Juni 1960       | Bukarest          |
| 59,78                                          | Elvīra Ozoliņa                  | 3. Juli 1963       | Moskau            |
| 62,40                                          | Jelena Gortschakowa             | 16. Oktober 1964   | Tokio             |
| 62,70                                          | Ewa Gryziecka                   | 11. Juni 1972      | Bukarest          |
| 65,06                                          | Ruth Fuchs                      | 11. Juni 1972      | Potsdam           |
| 66,11                                          | Ruth Fuchs                      | 7. September 1973  | Edinburgh         |
| 67,22                                          | Ruth Fuchs                      | 3. Oktober 1974    | Rom               |
| 69,12                                          | Ruth Fuchs                      | 10. Juli 1976      | Berlin            |
| 69,32                                          | Kate Schmidt                    | 11. September 1977 | Fürth             |
| 69,52                                          | Ruth Fuchs                      | 13. Juni 1979      | Dresden           |
| 69,96                                          | Ruth Fuchs                      | 29. April 1980     | Split             |
| 70,80                                          | Tatjana Birjulina               | 12. Juli 1980      | Podolsk           |
| 71,88                                          | Antoaneta Todorowa              | 15. August 1981    | Zagreb            |
| 72,40                                          | Tiina Lillak                    | 29. Juli 1982      | Helsinki          |
| 74,20                                          | Sofia Sakorafa                  | 26. September 1982 | Chania            |
| 74,76                                          | Tiina Lillak                    | 13. Juni 1983      | Tampere           |
| 75,26                                          | Petra Felke                     | 4. Juni 1985       | Schwerin          |
| 75,40                                          | Petra Felke                     | 4. Juni 1985       | Schwerin          |
| 77,44                                          | Fatima Whitbread                | 28. August 1986    | Stuttgart         |
| 78,90                                          | Petra Felke                     | 29. Juli 1987      | Leipzig           |
| 80,00                                          | Petra Felke-Meier               | 9. September 1988  | Potsdam           |
| Neuer Speer (seit 1999 vorgeschriebene Bauart) |                                 |                    |                   |
| 68,19                                          | Trine Solberg-Hattestad         | 28. Juli 1999      | Fana              |
| 68,22                                          | Trine Solberg-Hattestad         | 30. Juni 2000      | Rom               |
| 69,48                                          | Trine Solberg-Hattestad         | 28. Juli 2000      | Oslo              |
| 71,54                                          | Osleidys Menéndez               | 1. Juli 2001       | Rethymno          |
| 71,70                                          | Osleidys Menéndez               | 14. August 2005    | Helsinki          |
| 72,28                                          | Barbora Špotáková               | 13. September 2008 | Stuttgart         |

### Weltbestenliste

#### Männer
Alle Speerwerfer mit einer Weite von 87,82 m oder weiter.

Die Liste umfasst nur Würfe mit dem seit 1986 vorgeschriebenen „neuen“ Wettkampfspeer.
Letzte Änderungen: 3. August 2025
1. 98,48 m  Jan Železný, Jena, 25. Mai 1996
2. 97,76 m  Johannes Vetter, Chorzów, 6. September 2020 (deutscher Rekord)
3. 93,90 m  Thomas Röhler, Doha, 5. Mai 2017
4. 93,09 m  Aki Parviainen, Kuortane, 26. Juni 1999
5. 93,07 m  Anderson Peters, Doha, 13. Mai 2022
6. 92,97 m  Arshad Nadeem, Paris, 8. August 2024
7. 92,72 m  Julius Yego, Peking, 26. August 2015
8. 92,61 m  Sergei Makarow, Sheffield, 30. Juni 2002
9. 92,60 m  Raymond Hecht, Oslo, 21. Juli 1995
10. 92,06 m  Andreas Hofmann, Offenburg, 2. Juni 2018
11. 91,69 m  Konstadinós Gatsioúdis, Kuortane, 24. Juni 2000
12. 91,59 m  Andreas Thorkildsen, Oslo, 2. Juni 2006
13. 91,53 m  Tero Pitkämäki, Kuortane, 26. Juni 2005
14. 91,46 m  Steve Backley, Auckland, 25. Januar 1992
15. 91,36 m  Cheng Chao-tsun, Taipeh, 26. August 2017
16. 91,29 m  Breaux Greer, Indianapolis, 21. Juni 2007
17. 91,06 m  Julian Weber, Doha, 16. Mai 2025
18. 91,00 m  Luiz Mauricio da Silva, São Paulo, 3. August 2025
19. 90,88 m  Jakub Vadlejch, Doha, 13. Mai 2022
20. 90,73 m  Vadims Vasiļevskis, Tallinn, 23. Juli 2007
21. 90,61 m  Magnus Kirt, Kuortane, 22. Juni 2019
22. 90,60 m  Seppo Räty, Nurmijärvi, 20. Juli 1992
23. 90,44 m  Boris Henry, Linz, 9. Juli 1997
24. 90,23 m  Neeraj Chopra, Doha, 26. Mai 2025
25. 90,20 m  Max Dehning, Halle, 25. Februar 2024
26. 90,16 m  Keshorn Walcott, Lausanne, 9. Juli 2015
27. 89,83 m  Oliver Helander, Turku, 14. Juni 2022
28. 89,55 m  Marcin Krukowski, Turku, 8. Juni 2021
29. 89,21 m  Ihab Abdelrahman, Shanghai, 18. Mai 2014
30. 89,17 m  Edis Matusevičius, Palanga, 27. Juli 2019
31. 89,16 m  Tom Petranoff, Potchefstroom, 1. März 1991
32. 89,15 m  Zhao Qinggang, Incheon, 2. Oktober 2014
33. 89,10 m  Patrik Bodén, Austin, 24. März 1990
34. 89,06 m  Bernhard Seifert, Offenburg, 26. Mai 2019
35. 89,02 m  Jarrod Bannister, Brisbane, 29. Februar 2008
36. 88,98 m  Antti Ruuskanen, Pori, 2. August 2015
37. 88,90 m  Alexander Iwanow, Tula, 7. Juni 2003
38. 88,84 m  Dmitri Tarabin, Moskau, 24. Juli 2013
39. 88,75 m  Marius Corbett, Kuala Lumpur, 21. September 1998
40. 88,70 m  Peter Blank, Stuttgart, 30. Juni 2001
41. 88,36 m  Matthias de Zordo, Brüssel, 16. September 2011
42. 88,34 m  Vítězslav Veselý, London, 8. August 2012
43. 88,32 m  Petr Frydrych, London, 12. August 2017
44. 88,24 m  Matti Närhi, Soini, 27. Juli 1997
45. 88,22 m  Juha Laukkanen, Kuortane, 20. Juni 1992
46. 88,20 m  Gavin Lovegrove, Oslo, 5. Juli 1996
47. 88,01 m  Ioannis Kyriazis, Austin, 1. April 2017
48. 88,00 m  Wladimir Owtschinnikow, Togliatti, 14. Mai 1995
49. 87,83 m  Andrus Värnik, Valga, 19. August 2003
50. 87,82 m  Harri Hakkarainen, Kuortane, 24. Juni 1995

- österreichischer Rekord: Gregor Högler – 84,03 m am 17. Juli 1999 in Kapfenberg
- Schweizer Rekord: Stefan Müller – 82,07 m am 16. September 2006 in Bern

#### Frauen
Alle Werferinnen mit einer Leistung von 64,90 m oder weiter.

Die Liste enthält nur Würfe mit dem seit 1999 vorgeschriebenen Wettkampfspeer.
Letzte Änderungen: 3. August 2025
1. 72,28 m  Barbora Špotáková, Stuttgart, 13. September 2008
2. 71,70 m  Osleidys Menéndez, Helsinki, 14. August 2005
3. 71,40 m  Maria Andrejczyk, Split, 9. Mai 2021
4. 70,53 m  Marija Abakumowa, Berlin, 1. September 2013
5. 70,20 m  Christina Obergföll, München, 23. Juni 2007 (deutscher Rekord)
6. 69,48 m  Trine Hattestad, Oslo, 28. Juli 2000
7. 69,35 m  Sunette Viljoen, New York, 9. Juni 2012
8. 69,19 m  Christin Hussong, Chorzów, 30. Mai 2021
9. 68,92 m  Kathryn Mitchell, Gold Coast, 11. April 2018
10. 68,43 m  Sara Kolak, Lausanne, 6. Juli 2017
11. 68,34 m  Steffi Nerius, Elstal, 31. August 2008
12. 68,11 m  Kara Winger, Brüssel, 2. September 2022
13. 67,98 m  Lü Huihui, Shenyang, 2. August 2019
14. 67,76 m  Victoria Hudson, Maribor, 28. Juni 2025 (österreichischer Rekord)
15. 67,70 m  Kelsey-Lee Barber, Luzern, 9. Juli 2019
16. 67,69 m  Katharina Molitor, Peking, 30. August 2015
17. 67,67 m  Sonia Bisset, Salamanca, 6. Juli 2005
18. 67,51 m  Mirela Manjani, Sydney, 30. September 2000
19. 67,47 m  Tazzjana Chaladowitsch, Oslo, 7. Juni 2018
20. 67,40 m  Nikola Ogrodníková, Offenburg, 26. Mai 2019
21. 67,40 m  Maggie Malone, East Stroudsburg, 17. Juli 2021
22. 67,32 m  Linda Stahl, New York City, 14. Juni 2014
23. 67,30 m  Wera Rebrik, Adler, 19. Februar 2016
24. 67,29 m  Hanna Hazko-Fedussowa, Kirowohrad, 26. Juli 2014
25. 67,29 m  Liu Shiying, Shaoxing, 15. September 2020
26. 67,22 m  Adriana Vilagoš, Split, 26. April 2025
27. 67,21 m  Eda Tuğsuz, Baku, 18. Mai 2017
28. 67,20 m  Tatjana Schikolenko, Monaco, 18. August 2000
29. 67,16 m  Martina Ratej, Doha, 14. Mai 2010
30. 67,04 m  Haruka Kitaguchi, Chorzów, 16. Juli 2023
31. 66,91 m  Tanja Damaske, Erfurt, 4. Juli 1999
32. 66,83 m  Kimberley Mickle, Melbourne, 22. März 2014
33. 66,80 m  Louise Currey, Runaway Bay, 5. August 2000
34. 66,70 m  Flor Ruíz, Cuiabá, 12. Mai 2024
35. 66,53 m  Marcelina Witek, Białogard, 5. Mai 2018
36. 66,50 m  Sigrid Borge, Halle, 20. Mai 2023
37. 66,27 m  Mackenzie Little, London, 20. Juli 2024
38. 66,25 m  Li Lingwei, London, 8. August 2017
39. 66,18 m  Madara Palameika, Brüssel, 9. September 2016
40. 66,17 m  Goldie Sayers, London, 14. Juli 2012
41. 65,91 m  Nikola Brejchová, Linz, 2. August 2004
42. 65,89 m  Yan Ziyi, Quzhou, 3. August 2025
43. 65,81 m  Elina Tzengko, München, 20. August 2022
44. 65,47 m  Zhang Li, Incheon, 1. Oktober 2014
45. 65,30 m  Claudia Coslovich, Ljubljana, 10. Juni 2000
46. 65,29 m  Xiomara Rivero, Santiago de Cuba, 17. März 2001
47. 65,17 m  Karen Forkel, Erfurt, 4. Juli 1999
48. 65,08 m  Ana Mirela Țermure, Bukarest, 10. Juni 2001
49. 64,98 m  Yu Yuzhen, Xi’an, 28. April 2021
50. 64,90 m  Paula Tarvainen, Helsinki, 10. August 2003

- Schweizer Rekord: Géraldine Ruckstuhl – 58,31 m am 28. Mai 2017 in Götzis